# Faska (Bana)
Faska (auch: Foska) ist ein Dorf in der Landgemeinde Bana in Niger.

## Geographie
Das Dorf befindet sich rund sieben Kilometer nordöstlich des Hauptorts Bana der gleichnamigen Landgemeinde, die zum Departement Gaya in der Region Dosso gehört. Etwa drei Kilometer östlich von Faska verläuft die Staatsgrenze zu Nigeria. Zu weiteren Siedlungen in der Umgebung des Dorfs zählen Dankouna und Tousseye im Nordwesten sowie Imbotché im Westen.
Es herrscht das Klima der Sudanzone vor, mit einer durchschnittlichen jährlichen Niederschlagsmenge zwischen 600 und 700 mm. Nördlich von Faska erstreckt sich eine dichte Strauchsavanne.

## Geschichte
Bei einer Untersuchung im April 1984 wurde beim Befall mit der Saugwürmer-Art Schistosoma mansoni unter den 5- bis 14-Jährigen im Ort eine Prävalenz von zwei Prozent festgestellt. Von Überschwemmungen im Jahr 2013 waren 93 Haushalte betroffen. Dabei stürzten im Dorf 19 Wohnhäuser, eine Moschee und vier Getreidespeicher ein.

## Bevölkerung
Bei der Volkszählung 2012 hatte Faska 1534 Einwohner, die in 204 Haushalten lebten. Bei der Volkszählung 2001 betrug die Einwohnerzahl 1093 in 144 Haushalten und bei der Volkszählung 1988 belief sich die Einwohnerzahl auf 807 in 102 Haushalten.

## Wirtschaft und Infrastruktur
Bei Faska gibt es eine Kiesgrube. Es sind mehrere Schulen im Dorf vorhanden. Faska ist über die 9,25 Kilometer lange Route 353 mit dem Gemeindehauptort Bana verbunden. Es handelt sich um eine einfache Landstraße.